# Gemeindehaus Salbke

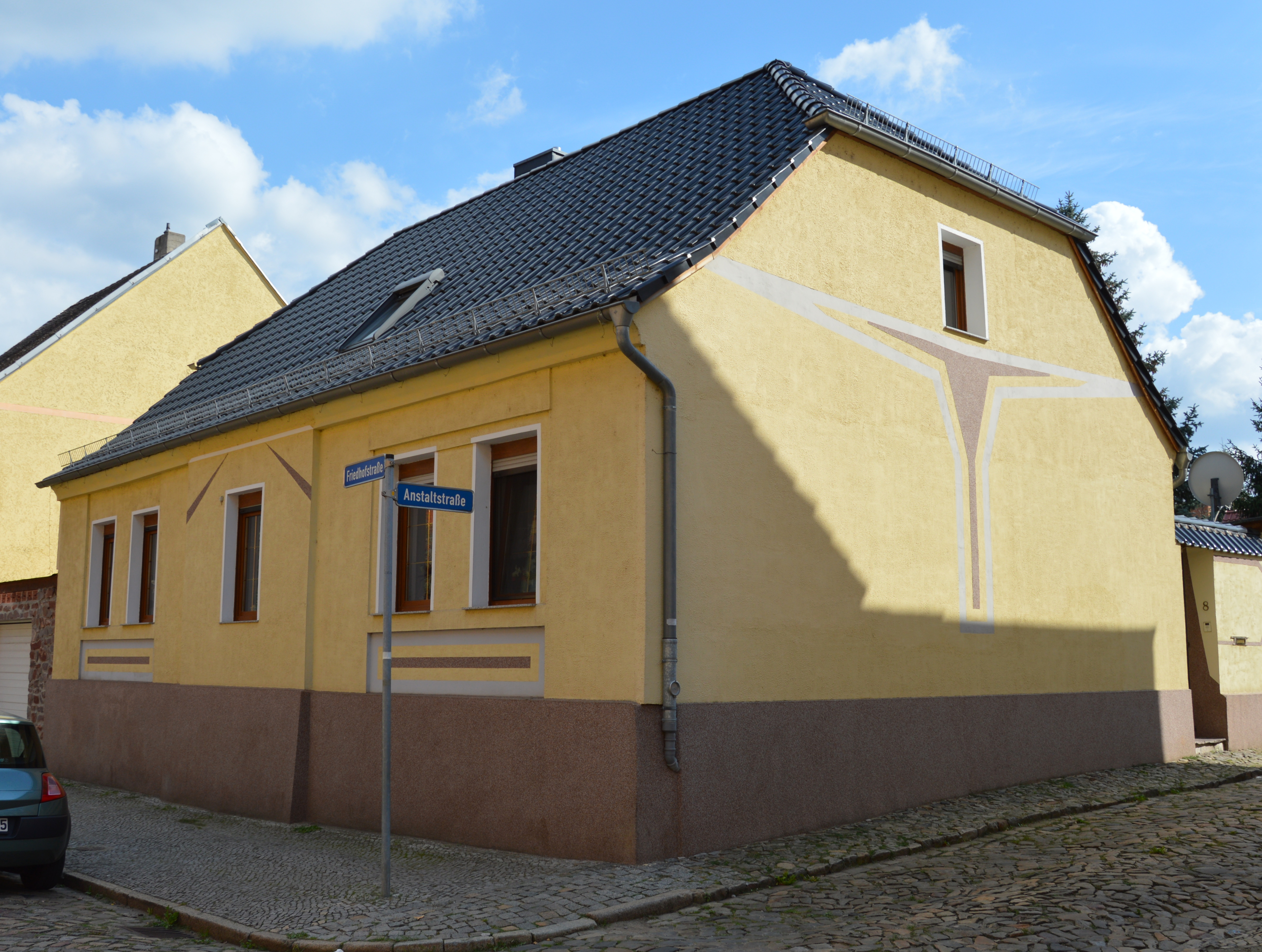
Ehemaliges Gemeindehaus Salbke, Aufnahme 2015

Das Gemeindehaus Salbke ist ein ehemals denkmalgeschütztes Gebäude im Magdeburger Stadtteil Salbke in Sachsen-Anhalt.

## Lage
Es liegt an der Einmündung der Anstaltstraße auf die Friedhofstraße an der Adresse Anstaltstraße 8. Nördlich des Hauses liegt die Grundschule Salbke, westlich das Kupitzsche Haus.

## Geschichte
Das Gebäude geht nach einer am Ostgiebel befindlichen Inschrift auf das Jahr 1883 zurück. Zumindest in der Zeit um 1900 befand sich hier das Gemeindehaus und das Ortsgefängnis der damals selbständigen Gemeinde Salbke. Im Haus lebte der Gemeindediener Heinrich Huch. Als Adresse des Hauses wurde neben Anstaltstraße 8 auch Friedhofstraße 7 angegeben. Die Eingemeindung Salbkes nach Magdeburg erfolgte im Jahr 1910. Danach gehörte das Gebäude der Stadt Magdeburg und diente als Wohnhaus. Neben Feldhüter R. Bengsch, wohnten dort zwei Witwen und eine weitere Frau. Auch später wohnte neben drei Witwen Feldpolizist und Wachtmeister G. Bauer. Auch nach dem Zweiten Weltkrieg blieb das Haus zunächst in städtischem Besitz und wurde auch weiterhin unter anderem von Feldwachtmeister G. Bauer bewohnt.
Im örtlichen Denkmalverzeichnis war das Gebäude unter der Erfassungsnummer 094 82631  als Wohnhaus verzeichnet. Die Unterschutzstellung war dann jedoch zumindest seit dem Jahr 2009 aufgehoben.

## Architektur
Das eineinhalbgeschossige Gebäude steht auf einem erhöhten Sockel und ist mit seiner Traufe zur Friedhofstraße ausgerichtet. Die Fassade ist fünfachsig. Bedeckt wird das Gebäude von einem Krüppelwalmdach.